# Simulink
Simulink — это среда графического программирования на основе MATLAB, предназначенная для моделирования, симуляции и анализа многодоменных динамических систем. Разработанная компанией MathWorks, она предоставляет собой интерфейс для построения блок-схем и включает библиотеки готовых блоков.
Simulink широко применяется в:
- автоматическом управлении,
- цифровой обработке сигналов,
- моделировании сложных систем,

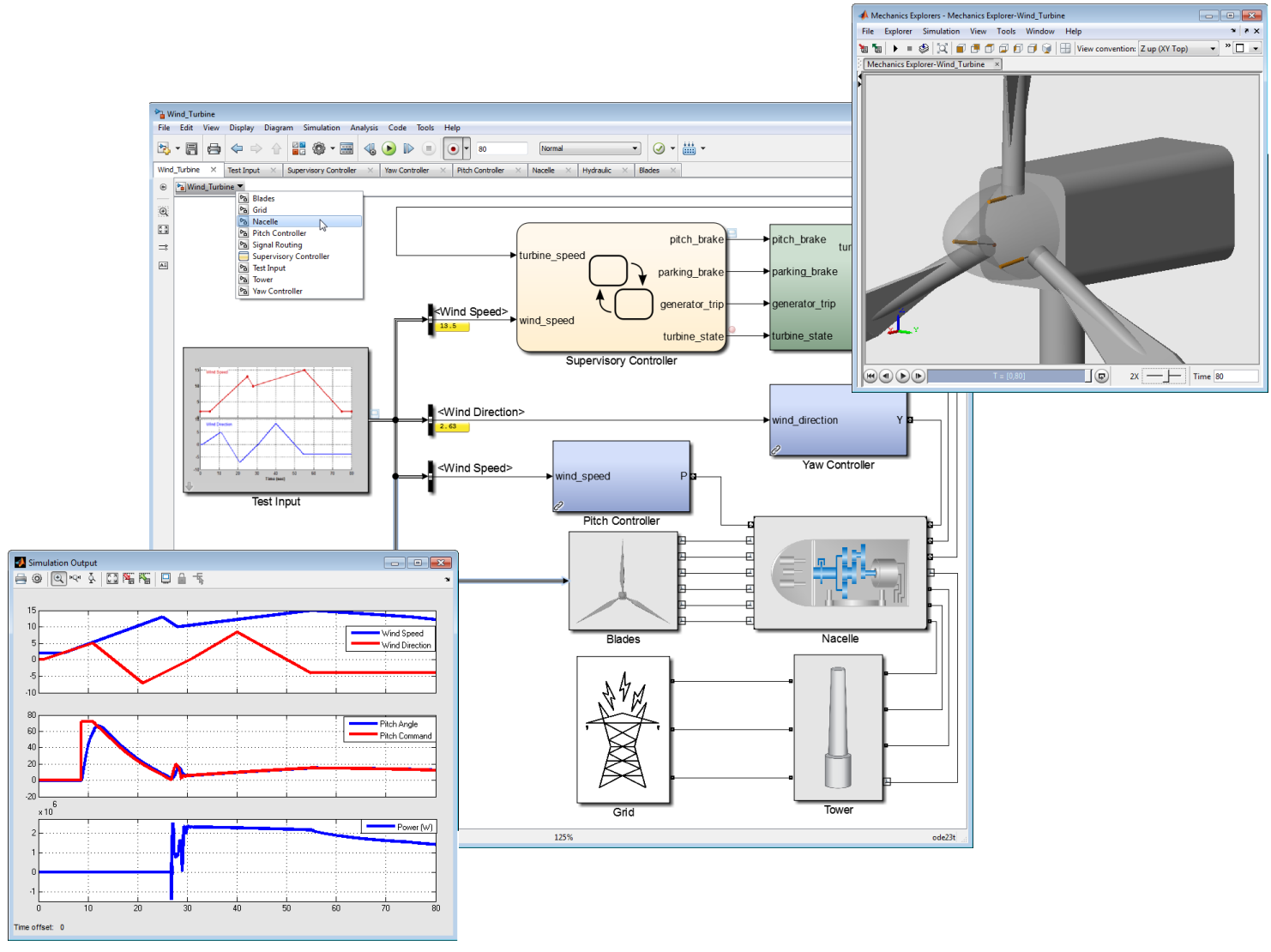
Модель ветрогенератора, созданная в Simulink

- разработке алгоритмов для встраиваемых систем.

## Основные возможности
- Графическое моделирование — построение систем с помощью блок-диаграмм.
- Интеграция с MATLAB — возможность использования математических функций MATLAB и автоматической генерации кода[3][4][5].
- Мультидоменное моделирование — работа с механическими, электрическими, гидравлическими и другими системами.
- Поддержка аппаратных платформ — генерация кода для микроконтроллеров и ПЛИС.

## Дополнительные продукты и расширения
- MathWorks предлагает множество инструментов, расширяющих функционал Simulink:
- Stateflow — разработка конечных автоматов и блок-схем.
- Embedded Coder — генерация оптимизированного C/C++ кода для встраиваемых систем[6][7].
- Simulink Real-Time (ранее xPC Target) — тестирование моделей в реальном времени.
- Simulink Design Verifier — автоматическое обнаружение ошибок (деление на ноль, переполнение и др.).
- SimEvents — моделирование событийно-управляемых систем (например, очередей).